# 西濃総合庁舎

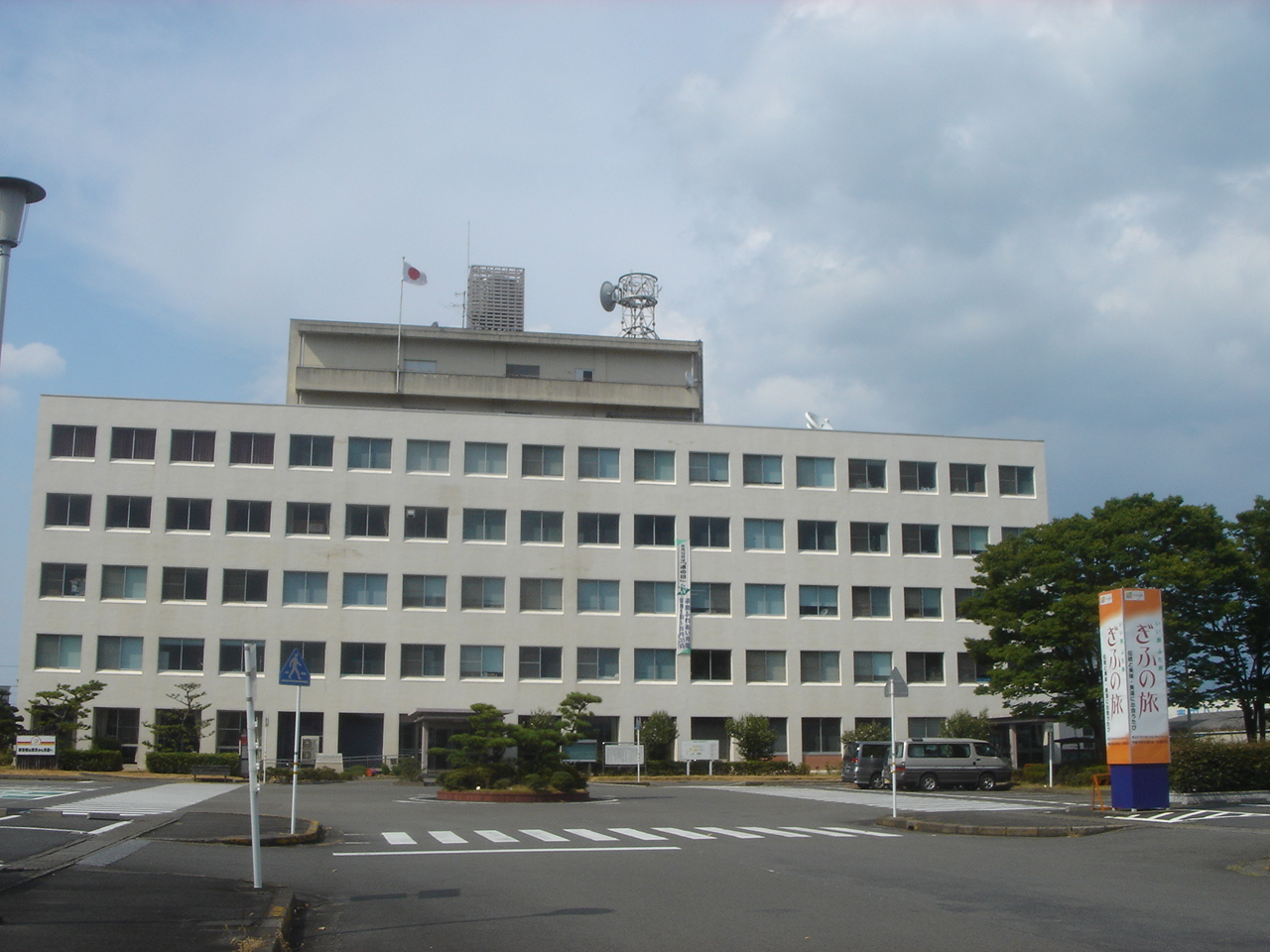
本館棟（2007年撮影）

西濃総合庁舎（せいのうそうごうちょうしゃ）とは岐阜県大垣市にある公共施設。正式名は岐阜県西濃総合庁舎。
大垣市を中心とする西濃地区（大垣市、海津市、養老郡、不破郡、安八郡、揖斐郡）における岐阜県の現地機関、公共団体が入居している。揖斐郡に関しては、一部揖斐総合庁舎（岐阜県揖斐総合庁舎）が業務を行う。なお、岐阜県岐阜・西濃建築事務所は岐阜地区内の一部市町村（羽島市、山県市、瑞穂市、本巣市、羽島郡岐南町、笠松町、本巣郡岐南町）の区域も所管している（岐阜市、大垣市、各務原市は所管していない。各市が所管）。
現在の建物は1971年（昭和46年）に完成。本館棟は地上5階建、延床面積6,953m2。本館棟の西側に大垣警察署がある。

## 西濃総合庁舎

### 主な機関・団体
- 西濃県事務所
- 西濃県税事務所
- 西濃保健所
- 西濃農林事務所
- 中央家畜保健衛生所
- 大垣土木事務所
- 岐阜・西濃建築事務所
- 西濃教育事務所 など

### 所在地
- 岐阜県大垣市江崎町422-3

### 交通機関
名阪近鉄バス
- JR東海道本線・養老鉄道養老線・樽見鉄道樽見線 大垣駅
  - 大垣駅前バスのりば・2番のりば - 「岐阜羽島駅（市民病院前経由）」行きで「総合庁舎口」バス停下車、徒歩で約3分。
  - 大垣駅前バスのりば・3番のりば - 「総合庁舎」行きで「総合庁舎」バス停下車、徒歩ですぐ。

## 揖斐総合庁舎

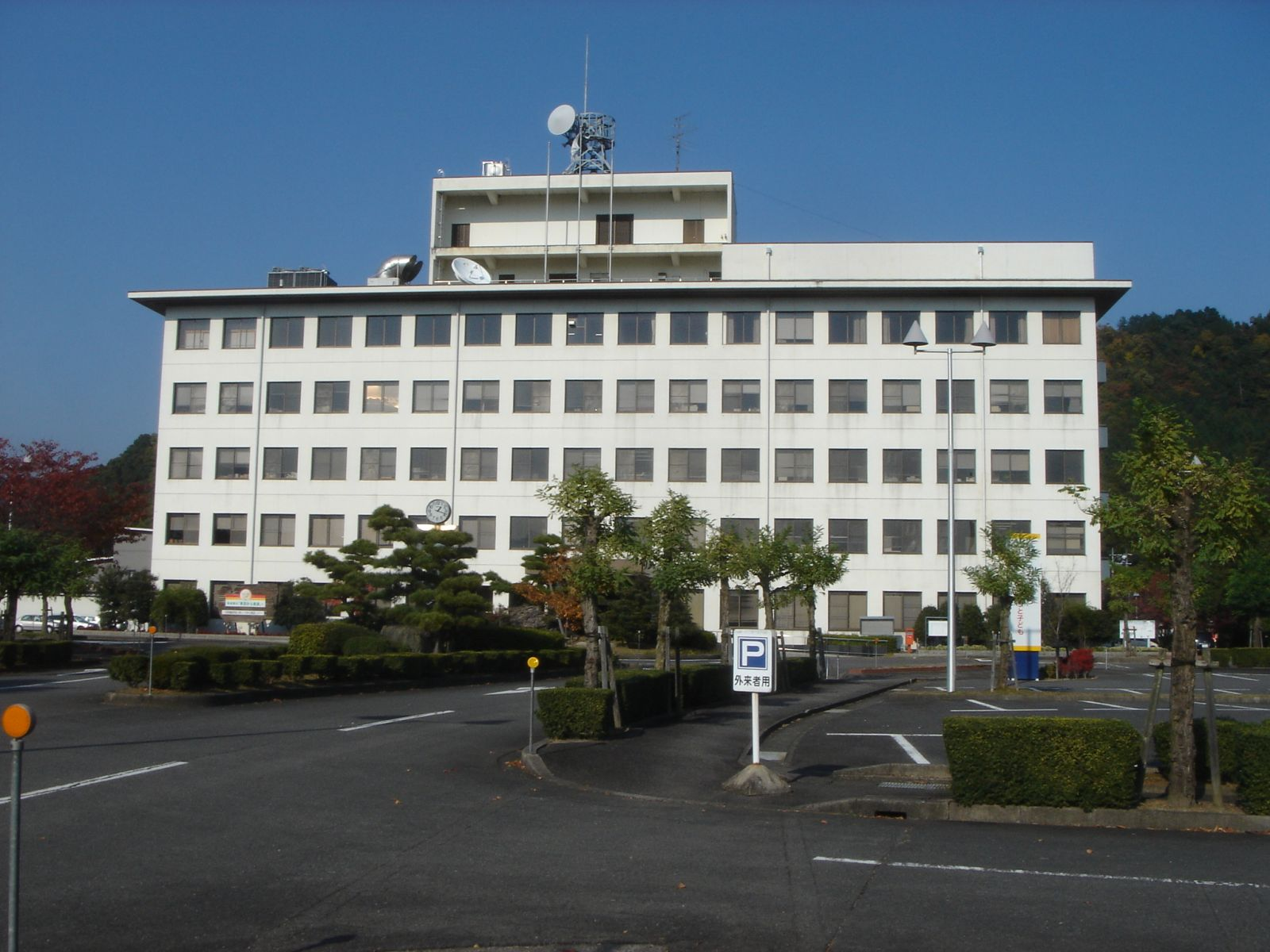
揖斐総合庁舎

揖斐郡における岐阜県の現地機関、公共団体が入居している。

### 主な機関・団体
- 揖斐県事務所
- 西濃保健所揖斐センター
- 揖斐農林事務所
- 揖斐土木事務所 など

### 所在地
- 岐阜県揖斐郡揖斐川町上南方1-1

### 交通機関
- 揖斐川町コミュニティバス：揖斐川北部線「中央公民館前」バス停下車、徒歩で約5分。
- 養老鉄道養老線 揖斐駅より徒歩で約40分。

## 岐阜県の総合庁舎
- 西濃総合庁舎（大垣市）
- 可茂総合庁舎（美濃加茂市）
- 東濃西部総合庁舎（多治見市）
- 飛騨総合庁舎（高山市）
- 揖斐総合庁舎（揖斐川町）
- 中濃総合庁舎（美濃市）
- 郡上総合庁舎（郡上市）
- 恵那総合庁舎（恵那市）
- 下呂総合庁舎（下呂市）

※ 主要総合庁舎とされるのは、西濃、可茂、東濃西部、飛騨の4箇所である。